# Nocaracris cyanipes
Nocaracris cyanipes är en insektsart som först beskrevs av Fischer von Waldheim 1846.  Nocaracris cyanipes ingår i släktet Nocaracris och familjen Pamphagidae.

## Underarter
Arten delas in i följande underarter:
- N. c. ornatus
- N. c. cyanipes